# Patriarcato di Cilicia degli Armeni

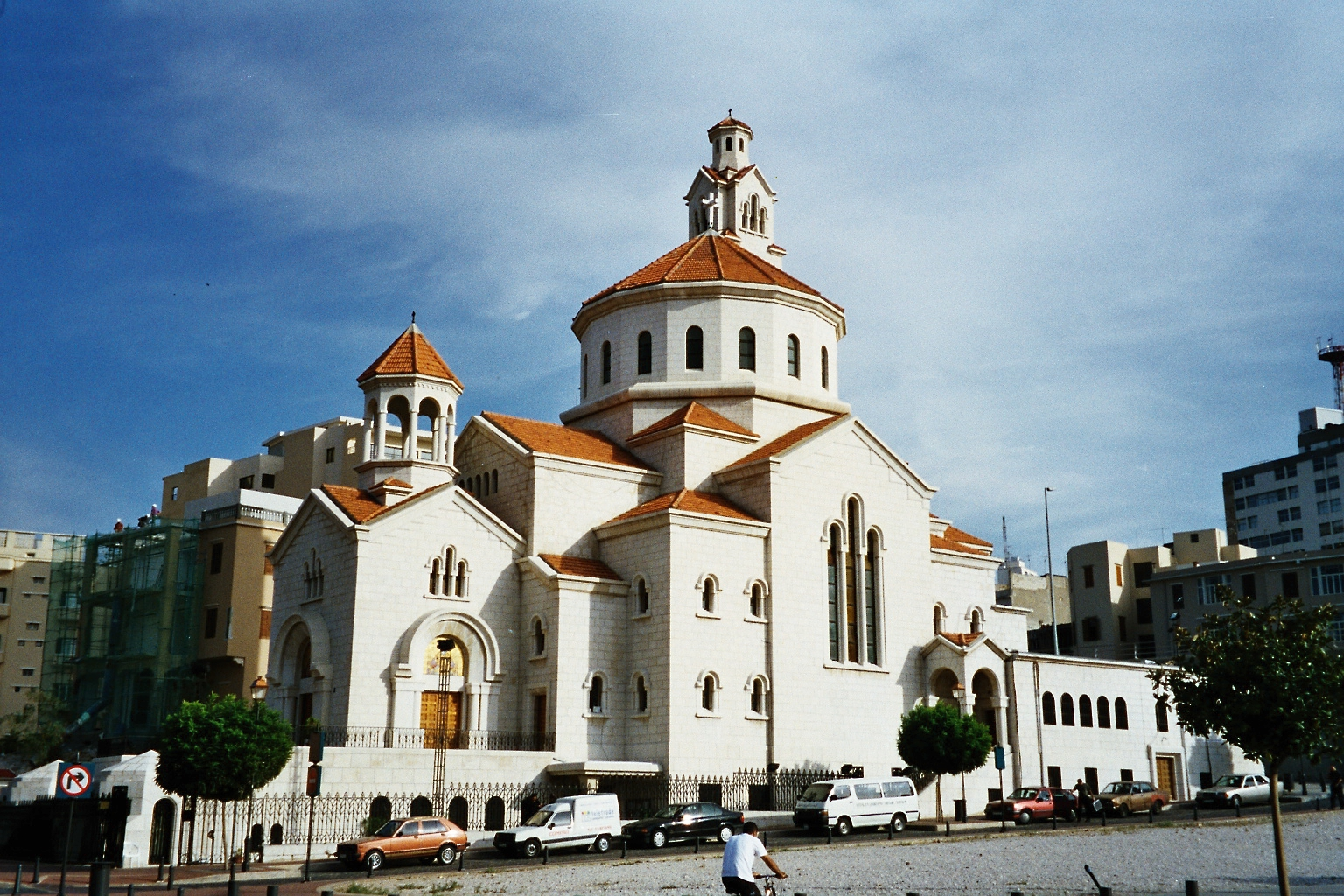
La cattedrale patriarcale dei Santi Elia e Gregorio Illuminatore di Beirut.

Il patriarcato di Cilicia degli Armeni (in latino Patriarchatus Ciliciae Armenorum) è una Chiesa patriarcale sui iuris della Chiesa cattolica.
È retto dal patriarca Raphaël Bedros XXI Minassian, I.C.P.B., eletto dal Santo Sinodo della Chiesa armeno-cattolica il 23 settembre 2021 e intronizzato il 24 ottobre successivo.

## Territorio
Il patriarcato estende la sua giurisdizione su tutti i fedeli armeno-cattolici che dimorano nel territorio proprio della Chiesa armeno-cattolica, ossia nelle regioni che tradizionalmente sono riconosciute come il luogo di origine di questa Chiesa sui iuris.
La sede del patriarcato si trova a Bzoummar nel distretto di Kisrawan in Libano. L'arcieparchia di Beirut è la sede propria del patriarca; qui si trova la cattedrale patriarcale dei Santi Elia e Gregorio Illuminatore.
Dal patriarcato di Cilicia degli armeni inoltre dipendono direttamente:
- l'esarcato patriarcale di Damasco;
- l'esarcato patriarcale di Gerusalemme e Amman.

Il patriarca armeno-cattolico è membro di diritto del Consiglio dei patriarchi cattolici d'Oriente.

## Cronotassi dei patriarchi
Si omettono i periodi di sede vacante non superiori ai 2 anni o non storicamente accertati.
- Abraham Bedros I Ardzivian † (26 novembre 1742 - 1º ottobre 1749 deceduto)
- Hagop Bedros II Hovsepian † (23 settembre 1750 - 9 giugno 1753 deceduto)
- Mikael Bedros III Kasparian † (22 luglio 1754 - 28 novembre 1780 deceduto)
- Parsegh Bedros IV Avkadian † (25 giugno 1781 - 6 febbraio 1788 deceduto)
- Krikor Bedros V Kupelian † (15 settembre 1788 - 17 giugno 1812 deceduto)
- Krikor Bedros VI Jeranian † (19 dicembre 1814 - 22 settembre 1840 deceduto)
- Hagop Bedros VII Holassian † (27 gennaio 1842 - 6 febbraio 1843 deceduto)
- Krikor Bedros VIII Der Asdvadzadourian † (25 gennaio 1844 - 9 gennaio 1866 deceduto)
- Andon Bedros IX Hassoun † (12 luglio 1867  - giugno 1881 dimesso)
- Stepanos Bedros X Azarian † (4 agosto 1881 - maggio 1899 deceduto)
- Boghos Bedros XI Emmanuelian † (14 dicembre 1899 - 18 aprile 1904 deceduto)
- Boghos Bedros XII Sabbaghian † (14 novembre 1904 - aprile 1910 dimesso)
- Boghos Bedros XIII Terzian † (27 novembre 1911 - 15 dicembre 1931 deceduto)
- Avedis Bedros XIV Arpiarian † (13 marzo 1933 - 26 ottobre 1937 deceduto)
- Krikor Bedros XV Aghagianian † (13 dicembre 1937 - 25 agosto 1962 dimesso)
- Iknadios Bedros XVI Batanian † (15 novembre 1962 - 22 aprile 1976 ritirato)
- Hemaiag Bedros XVII Guedikian, C.A.M. † (3 luglio 1976 - 30 maggio 1982 ritirato)
- Hovhannes Bedros XVIII Kasparian, I.C.P.B. † (7 agosto 1982 - 28 novembre 1998 ritirato)
- Nerses Bedros XIX Tarmouni † (13 ottobre 1999 - 25 giugno 2015 deceduto)
- Krikor Bedros XX Ghabroyan, I.C.P.B. † (25 luglio 2015 - 25 maggio 2021 deceduto)[4]
- Raphaël Bedros XXI Minassian, I.C.P.B., dal 23 settembre 2021